# Frankie Fredericks
Frank "Frankie" Fredericks (født 2. oktober 1967 i Windhoek, Namibia) er en pensioneret namibisk atletikudøver (sprinter), der vandt sølv i både 100 meter- og 200 meter ved såvel OL i Barcelona 1992 og OL i Atlanta 1996. Han vandt desuden guld på 200 meter-distancen ved VM i 1993 i Stuttgart og sølv på samme distance ved VM i både 1991, 1995 og 1997.
Fredericks er den til dato eneste namibier til at vinde medalje ved et Sommer-OL.